# Пуйманова, Мария
Мария Пуйманова (чеш. Marie Pujmanová), девичья фамилия Хеннерова (Hennerová; 8 июня 1893[…], Прага, Цислейтания — 19 мая 1958[…], Прага) — чешская писательница и журналистка, основная фигура соцреализма в Чехословакии, лауреат Государственной премии Чехословакии (1937, 1948, 1951, 1953, 1955 годов). В 1953 году ей было присвоено звание народной писательницы ЧССР. Некоторые произведения переведены на русский язык.

## Биография
Родилась в 1893 году в семье профессора канонического права на юридическом факультете Карлова университета Камила Хеннера. Печаталась с 1909 года. Ранние рассказы отмечены импрессионизмом.
С 1912 года проживала в Чешских Будейовицах. 8 июня 1912 года она вышла замуж за сына местного адвоката и политического деятеля Августа Затки Властислава Затки. Свадьба состоялась в Праге в церкви Девы Марии Снежной. Однако брак не был счастливым и закончился разводом.
Второй раз вышла замуж за Фердинанда Пуймана в 1919 году, от брака родились два сына: натуралист Войтех Пуйман (1921—1986) и писатель Петр Пуйман (1929—1989).
Позже Пуйманова отказалась от общения с правыми интеллектуалами и классом, из которого она вышла, чему способствовало её знакомство с Юлиусом Фучиком. Она несколько раз посетила Советский Союз, и эти визиты сильно повлияли на её мышление и мировоззрение. В 1932 году она поддержала забастовку шахтёров в Мосте. С 1937 по 1939 год была заместителем председателя Общества друзей демократической Испании.
В публицистических статьях этих лет выступала за реалистическое искусство. После 1945 года она также активно работала в области чешской кинематографии, работала членом Совета кино, где участвовала в оценке и утверждении кинопроектов.
В 1950-х годах стала одним из главных пропагандистов режима. Публиковала свои публицистические статьи в ежедневной прессе, была членом чехословацкой делегации на II Всемирном конгрессе защитников мира в Шеффилде (1950).
Перед смертью страдала от серьёзных проблем со здоровьем и была неоднократно госпитализирована в Пражский государственный санаторий в Смихове, где скончалась в мае 1958 года. Похоронена в Вышеграде.
Характерные черты творчества Пуймановой: сочетание публицистичности и психологизма, лирического и юмористического начал.

## Произведения
- «Взгляд на новую страну» (1932).
- Трилогия: «Люди на перепутье» (1937).
- Сборник поэзии «Песенник» (1939).
- «Игра с огнем» (1948).
- Сборник поэзии «Рафаэль» (1944).
- Сборник поэзии «Сателит» (1944).
- Сборник рассказов «Радость и боль» (1945).
- «Признание в любви» (1949).
- «Миллионы голубей» (1950).
- «Жизнь против смерти» (1952).
- Поэма «Пани Кюри» (1957).
- Повесть «Сестра Алёна» (1958).